# Electromagnetic Aircraft Launch System

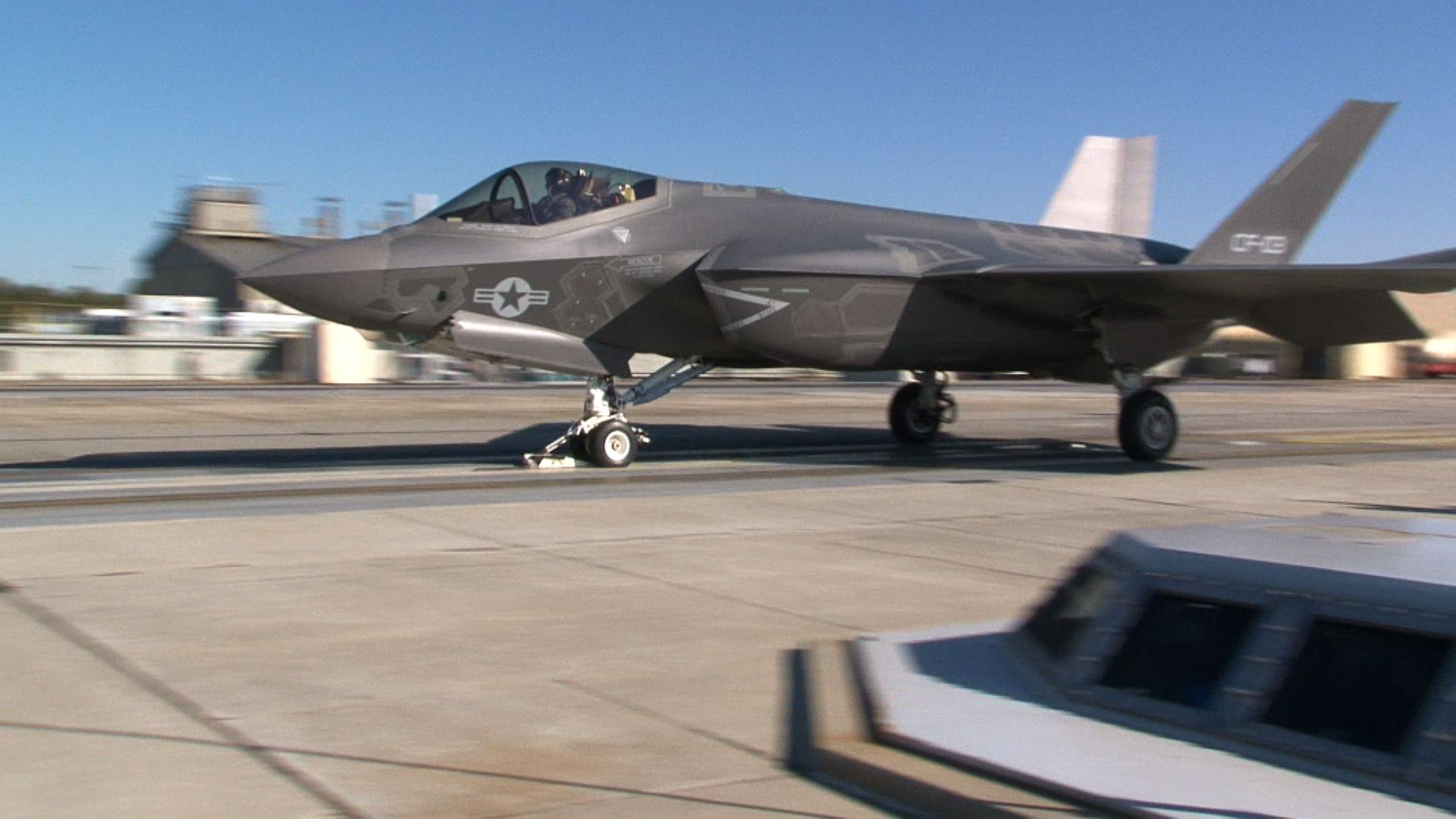
První zkušební start palubního stíhacího letounu F-35C Lightning II s využitím katapultu EMALS

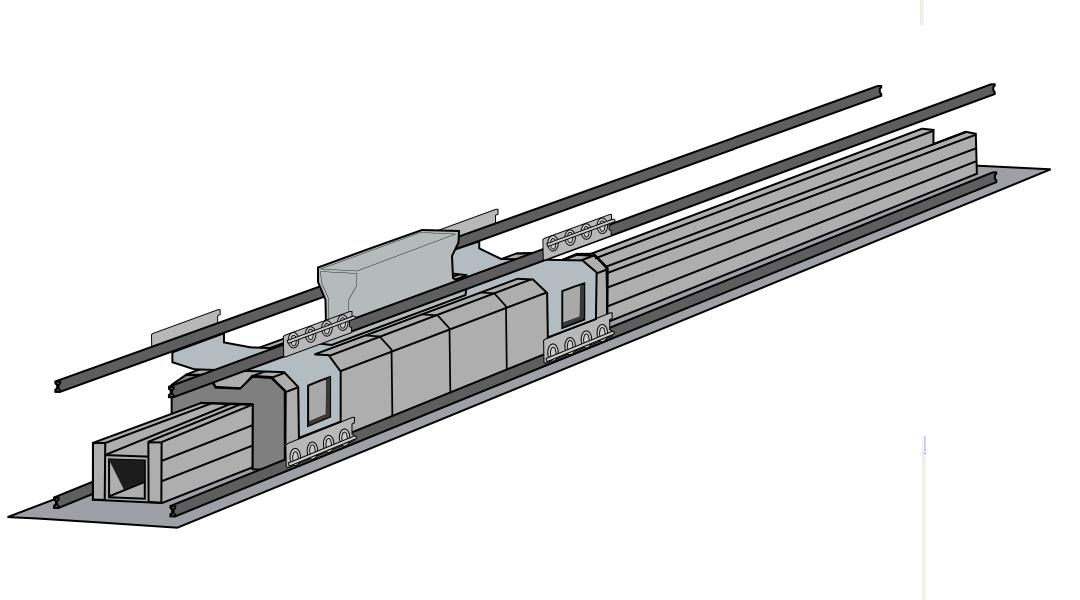
Nákres

Electromagnetic Aircraft Launch System, nebo také zkráceně EMALS je nový elektromagnetický letecký katapult založený na technologii lineárního elektromotoru. EMALS vyvíjí pro US Navy společnost General Atomics.
91 m (300 stop) dlouhý katapult EMALS urychlí 45 000 kg těžký letoun až na rychlost 240 km/h.
Nové katapulty EMALS mají nahradit tradiční parní letecké katapulty využívané v současnosti.
Katapulty systému EMALS se mají instalovat do nových letadlových lodí třídy Gerald R. Ford. V květnu 2015 začalo testování katapultu přímo na lodi.

## Výhody EMALS
- katapult je schopen plynulejší regulace výkonu s cílem méně zatížit drak letounu oproti parním katapultům s plným výkonem
- nižší hmotnost
- jednodušší schopnost přizpůsobit se i lehčím letounům - bezpilotním letounům
- není třeba voda, což uspoří energetické náklady na její odsolování.

## Úspěšné testy letounů
Následující seznam obsahuje letouny, které byly otestovány jako způsobilé pro vzlet s pomocí nových katapultů EMALS:
- červen 2010 - T-45 Goshawk
- červen 2010 - C-2 Greyhound
- prosinec 2010 - F/A-18E Super Hornet
- září 2011 - E-2D Advanced Hawkeye
- listopad 2011 - F-35C Lightning II